# Stenomesius rufescens
Stenomesius rufescens is een vliesvleugelig insect uit de familie Eulophidae. De wetenschappelijke naam is voor het eerst geldig gepubliceerd in 1783 door Retzius.